# Stadtpfarrkirche Wahrenbrück

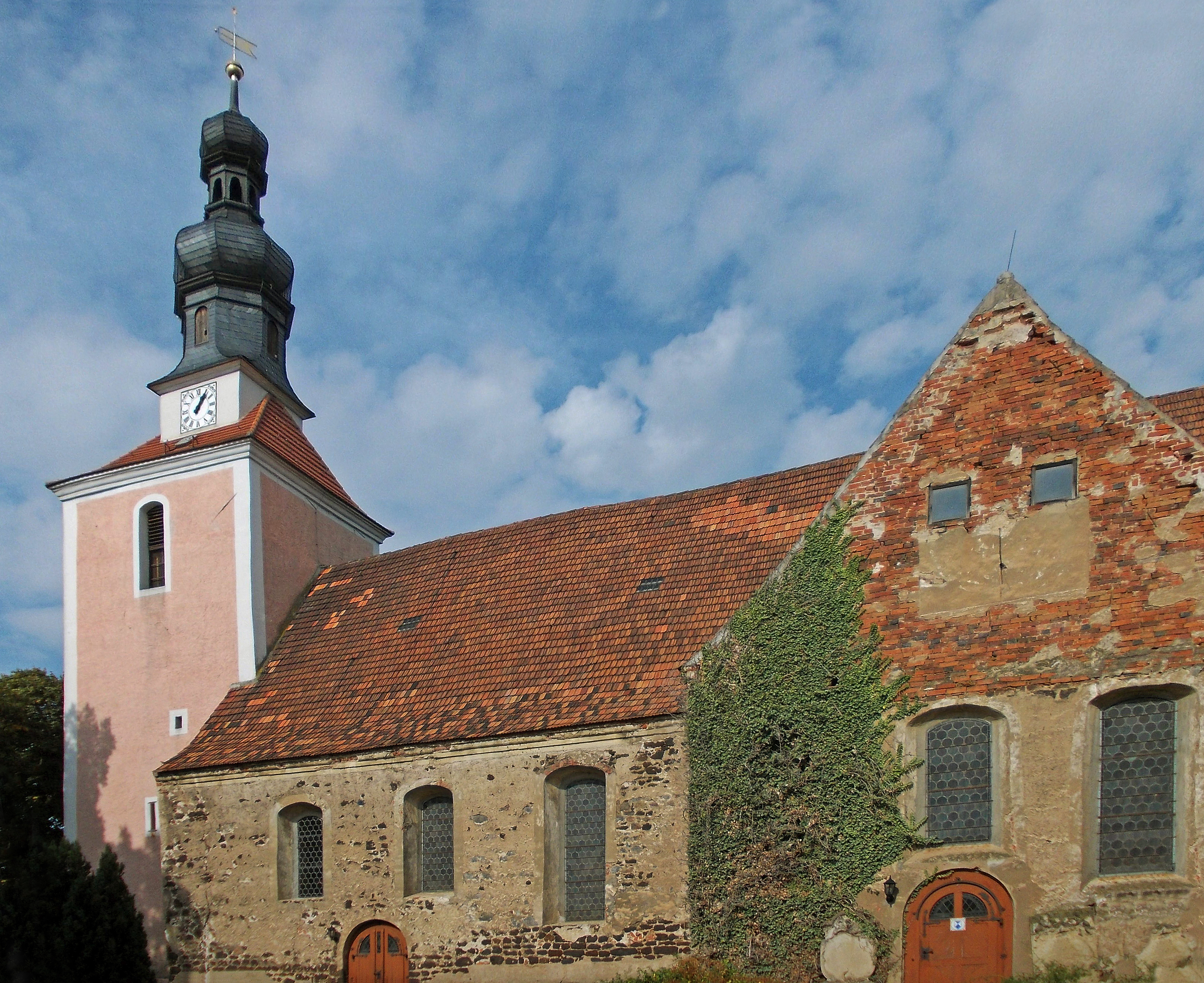
Stadtpfarrkirche Wahrenbrück

Die evangelische Stadtpfarrkirche Wahrenbrück ist ein denkmalgeschütztes Kirchengebäude im Ortsteil Wahrenbrück in der Kleinstadt Uebigau-Wahrenbrück im südbrandenburgischen Landkreis Elbe-Elster. Hier befindet sie sich, von einem Friedhof umgeben im Stadtzentrum.
Die Kirche gilt als Taufkirche der in Wahrenbrück geborenen Musiker Gebrüder Graun, welche zu den Hauptvertretern der im 18. Jahrhundert entstandenen „Ersten Berliner Liederschule“ gehören. Touristisch ist die Kirche unter anderem über das regionale Projekt Kirchenstraße Elbe-Elster und die an der Schwarzen Elster entlang führenden Radwanderwege erschlossen.

## Baubeschreibung und -geschichte

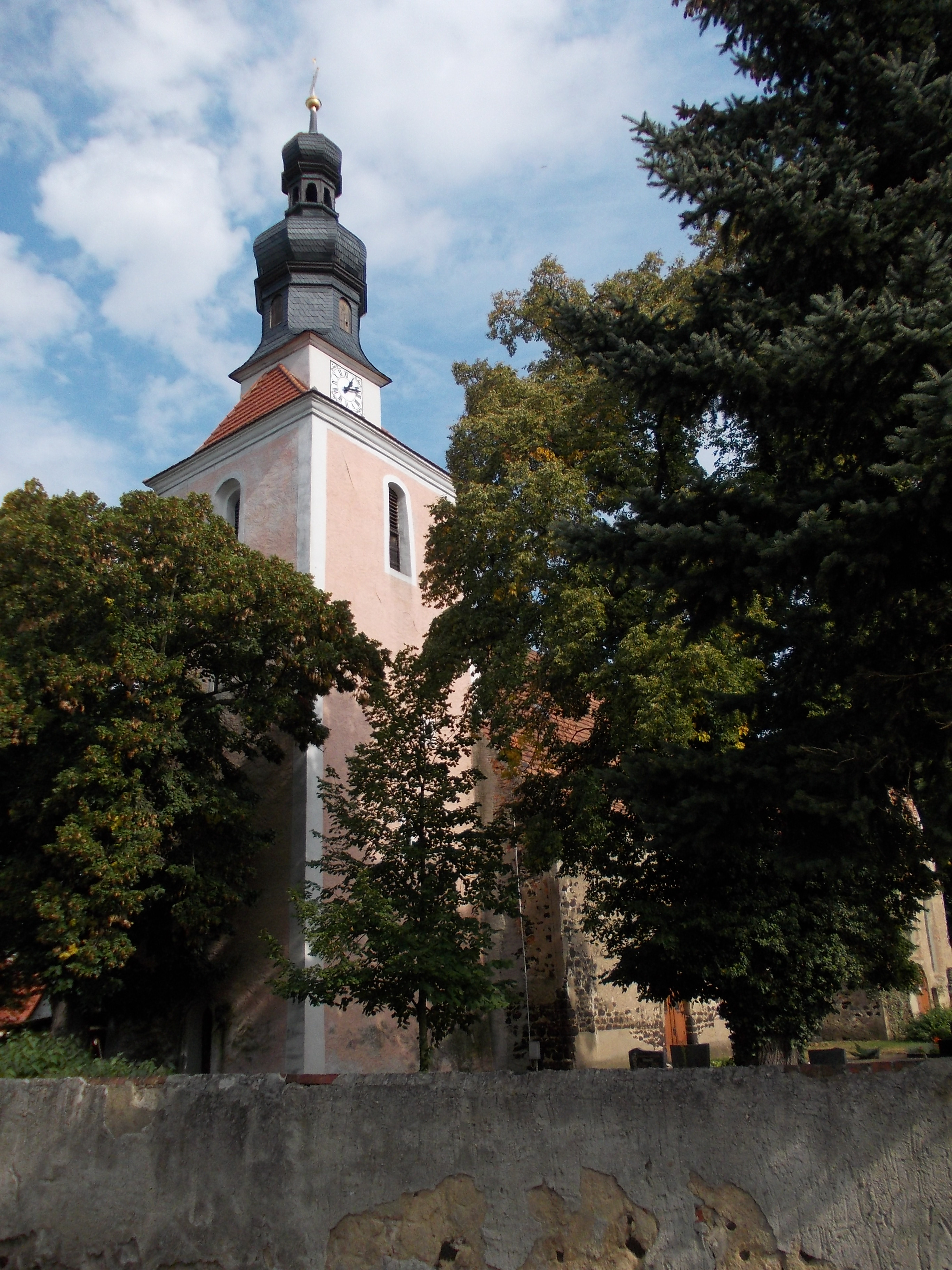
Kirchturm

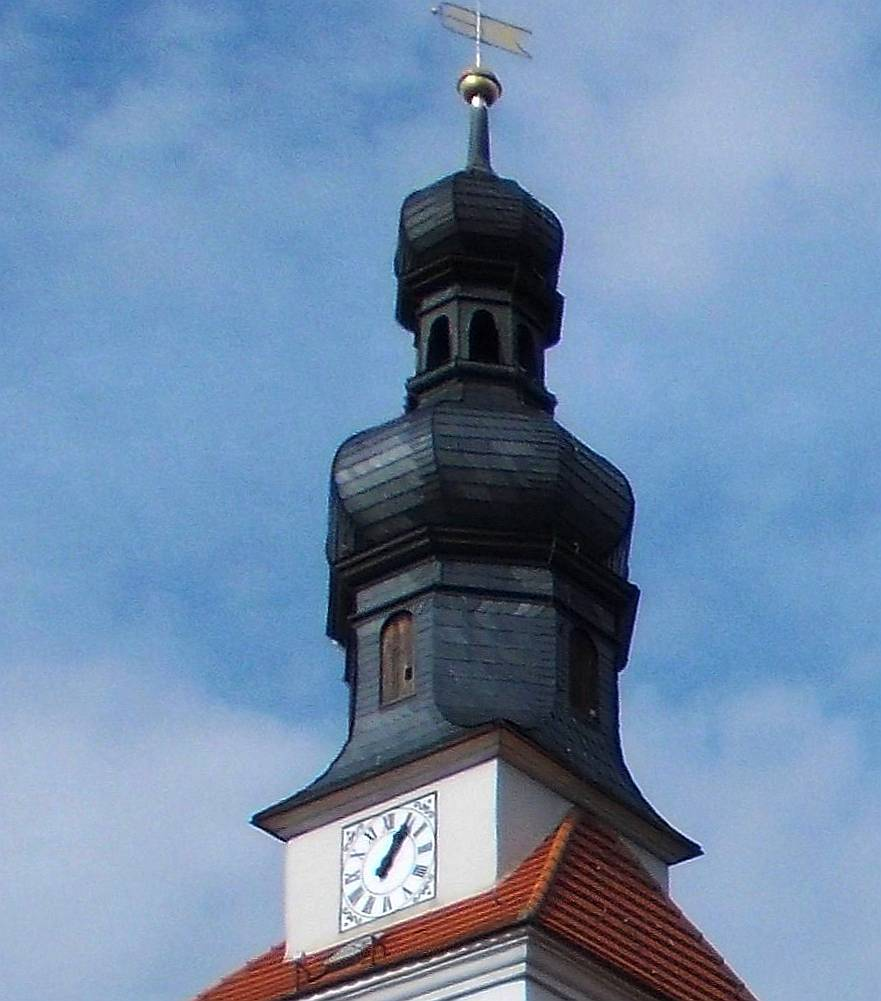
Dachreiter

Die Stadtpfarrkirche im urkundlich im Jahre 1340 erstmals als Stadt bezeichneten Wahrenbrück stammt ursprünglich aus dem 13. Jahrhundert. Sie wurde vermutlich auf den Resten eines einstmals hier vorhandenen Vorgängerbaus aus dem 12. Jahrhundert errichtet, welche aus Raseneisenstein bestehen. Eines dieser Reste soll eine inzwischen zugesetzte rundbogige Pforte in der Nordwand des Bauwerks sein.
Bei der Wahrenbrücker Kirche handelt es sich um einen rechteckigen verputzten spätromanischen Saalbau, dessen Langhaus überwiegend aus Raseneisenstein besteht. Im Westen des Kirchenschiffs ist ein eingezogener Kirchturm mit nahezu quadratischem Grundriss zu finden, welcher mit einem Walmdach versehen ist. Hierauf befindet sich ein im Grundriss kleinerer, aber ebenfalls quadratischer Dachreiter mit Schweifhaube und Laterne. Im Osten ist ein eingezogener rechteckiger Chor mit polygonalem Ostschluss zu finden. Im Norden des Chors ist ein Sakristeianbau mit darüber befindlicher Patronatsloge zu sehen. An der Südseite des Chors findet sich eine querhausartige Erweiterung. Vom Baustil her wird das Bauwerk der Spätromanik zugeordnet.
Erste Veränderungen erfuhr das Bauwerk Ende des 13. Jahrhunderts, als es seinen Chor erhielt. Der Kirchturm sowie die Sakristei entstanden gegen Ende des 15. Jahrhunderts. Nachdem die Kirche Anfang des 18. Jahrhunderts durch einen großen Stadtbrand schwer beschädigt wurde, folgte 1715 der Wiederaufbau des Gebäudes mit einer gleichzeitigen Erweiterung am Chor. Über der Sakristei wurden eine Patronatsloge und ein Treppenhaus errichtet. Durch diese Arbeiten erhielt auch der Kirchturm seine heutige Gestalt. Schlimme Stadtbrände hatte es in dieser Zeit in den Jahren 1707, 1710 und 1714 gegeben. Dem Stadtbrand des Jahres 1707 fielen 33 Höfe zum Opfer, dem des Jahres 1710 8 Höfe und die Schule. Einen weiteren Brand gab es im Jahre 1714, dem 22 Wohnhäuser und auch die Oberpfarre zum Opfer fielen.
Ab der Wendezeit erfolgten einige Restaurierungs- und Sanierungsarbeiten an der Kirche, unter anderem am Kirchturm.

## Ausstattung (Auswahl)
Das Innere der Kirche ist von einer Holzdecke und einer dreiseitigen Empore geprägt. Die Sakristei besitzt als Decke ein schmales Tonnengewölbe. Die Inneneinrichtung wurde nach einem Brand im Jahre 1898 mit der Brüstung der Patronatsloge und dem Gestühl nahezu komplett erneuert. Das Innere des südlichen Anbaus, welcher mittels eines offenen Rundbogens mit dem Chor verbunden wurde, ist flachgedeckt. Einige Veränderungen erfolgten Ende der 1960er Jahre, dabei auch unter anderem an der Empore im Südanbau.
Die Kirche besitzt einen hölzernen Altaraufsatz, der aus dem ausgehenden 17. Jahrhundert stammt. Im Hauptfeld befindet sich ein Gemälde, welches die Auferstehung Christi zeigt. Ein Weiteres im Aufsatz zeigt dessen Himmelfahrt. Bekrönt wird der Altar durch ein geschnitztes Kruzifix. Nach dem Brand im Jahre 1898 wurde der Altar dunkel gefasst. Die ebenfalls aus dem 17. Jahrhundert stammende hölzerne Kanzel wurde durch die Arbeiten in den Jahren 1898 und 1965 verändert. In ihrer Brüstung sind Gemälde der Evangelisten zu sehen. Des Weiteren ist in der Kirche eine oktogonale Taufe aus Holz zu finden. Diese wurde in der zweiten Hälfte des 17. Jahrhunderts geschaffen.

## Orgel
Die heutige Orgel schuf 1984 die Bad Liebenwerdaer Orgelbaufirma Voigt. Zuvor wurde eine sich ursprünglich hier befindliche 130 Jahre alte Orgel entfernt. Befand sich die alte Orgel noch auf einer der Emporen, ist das neue Instrument neben der Kanzel zu finden.
Das Instrument besitzt eine mechanische Schleiflade, zwölf Register auf zwei Manualen und Pedal.
Die Disposition:
| I Manual C–g3 |       |
| Rohrflöte     | 8′    |
| Principal     | 4′    |
| Flachflöte    | 2′    |
| Mixtur IV     | 1 ⁄3′ |

| II Manual C–g3                  |    |
| Gedackt                         | 8′ |
| Koppelflöte                     | 4′ |
| Principal                       | 2′ |
| Sesquialter II                  |    |
| Zimbel III                      |    |
| Tremulant (frequenzregulierbar) |    |

| Pedal C–f1 |     |
| Subbaß     | 16′ |
| Spitzflöte | 8′  |
| Pommer     | 4′  |

- Koppeln: II/I, I/P, II/P

## Grabmäler
Im Inneren der Kirche ist an der Ostwand ein Doppelgrabstein mit Ahnenprobe für Magdalena von Weltewitz († 1637) zu finden. An der äußeren Ostwand befinden sich drei Grabsteine aus dem 18. Jahrhundert.
Die Kirche ist außerdem vom örtlichen Friedhof umgeben. Hier wurde einst auch der Vater der Gebrüder Graun, der Königlich-Polnische und Kurfürstlich-Sächsische Akziseeinnehmer August Graun († 1734) begraben.

## Pfarrhaus und Kirchspiel Wahrenbrück

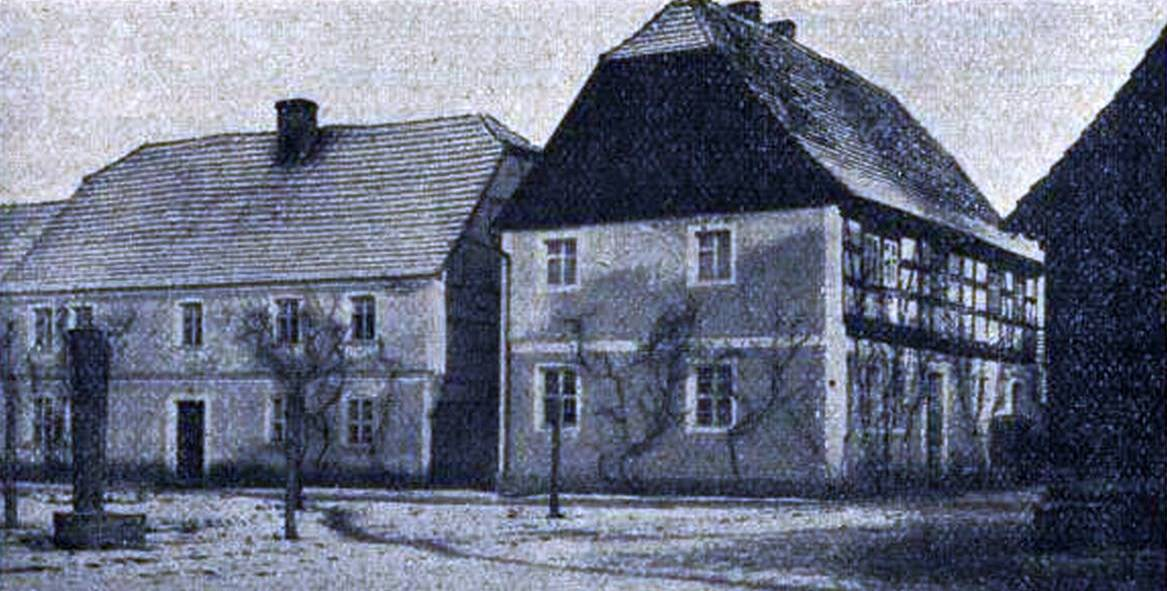
Die im Jahre 1710 errichtete alte Kantorei Wahrenbrück (um 1914)

### Kirchspiel
Das Kirchspiel Wahrenbrück umfasste neben der Stadt selbst ursprünglich 12 der umliegenden Dörfer, die ihre Kinder, bevor sie eigene Schulen besaßen, auch in die Kantorei der Stadt Wahrenbrück zum Unterricht schickten. So ist bereits für die erste Hälfte des 16. Jahrhunderts ein in Wahrenbrück angestellter Schulmeister urkundlich nachgewiesen. Zunächst begleitete dieser allerdings daneben noch die Ämter des Küsters und Stadtschreibers.
Die Wahrenbrücker Kirche wurde im Jahre 1480 Filialkirche des Klosters Dobrilugk, was im Zuge der Reformation ab 1525 zu Konflikten führte, da das Kloster in seine Filialen eigene Pfarrer entsendete und der Wahrenbrücker Pfarrer der neuen Lehre nicht besonders zugetan war. Außerdem erhob das Kloster wohl auch unrechtmäßige Abgaben und nahm sich einige Rechte heraus, die es nach Ansicht der Gemeinde eigentlich nicht besaß. Allerdings gab es solcherlei Streitigkeiten zwischen Wahrenbrück und dem Kloster bereits seit über 200 Jahren. Letztlich beschwerte sich die Gemeinde beim sächsischen Kurfürsten und der Fall landete beim Liebenwerdaer Amtsschösser. Nachdem man sich zunächst geeinigt hatte, wurde der Wahrenbrücker Pfarrer im Folgejahr als ungeeignet abberufen und die Gemeinde wählte wieder ihren eigenen Pfarrer.
Heute gehören zum Pfarrbereich noch die Kirchen in Kosilenzien und Bönitz. Der Pfarrbereich Wahrenbrück befindet sich im Kirchenkreis Bad Liebenwerda der Evangelischen Kirche in Mitteldeutschland.

### Pfarrhaus
Wie die Wahrenbrücker Stadtpfarrkirche steht auch das benachbarte Pfarrhaus unter Denkmalschutz. Bei dem Pfarrhaus handelt es sich um den Nachfolgebau der bei dem Stadtbrand im Jahre 1714 abgebrannten Oberpfarre. Das Obergeschoss des mit einem Mansarddach versehenen Gebäudes wurde in Fachwerkbauweise errichtet. Gebaut wurde das Haus in den Jahren 1722 und 1723. Ebenso unter Denkmalschutz steht das dazu gehörige Wirtschaftsgebäude, das einen L-förmigen Grundriss besitzt und zeitgleich mit dem Hauptgebäude als Feld- und Backsteinbau entstand.

## Gebrüder Graun

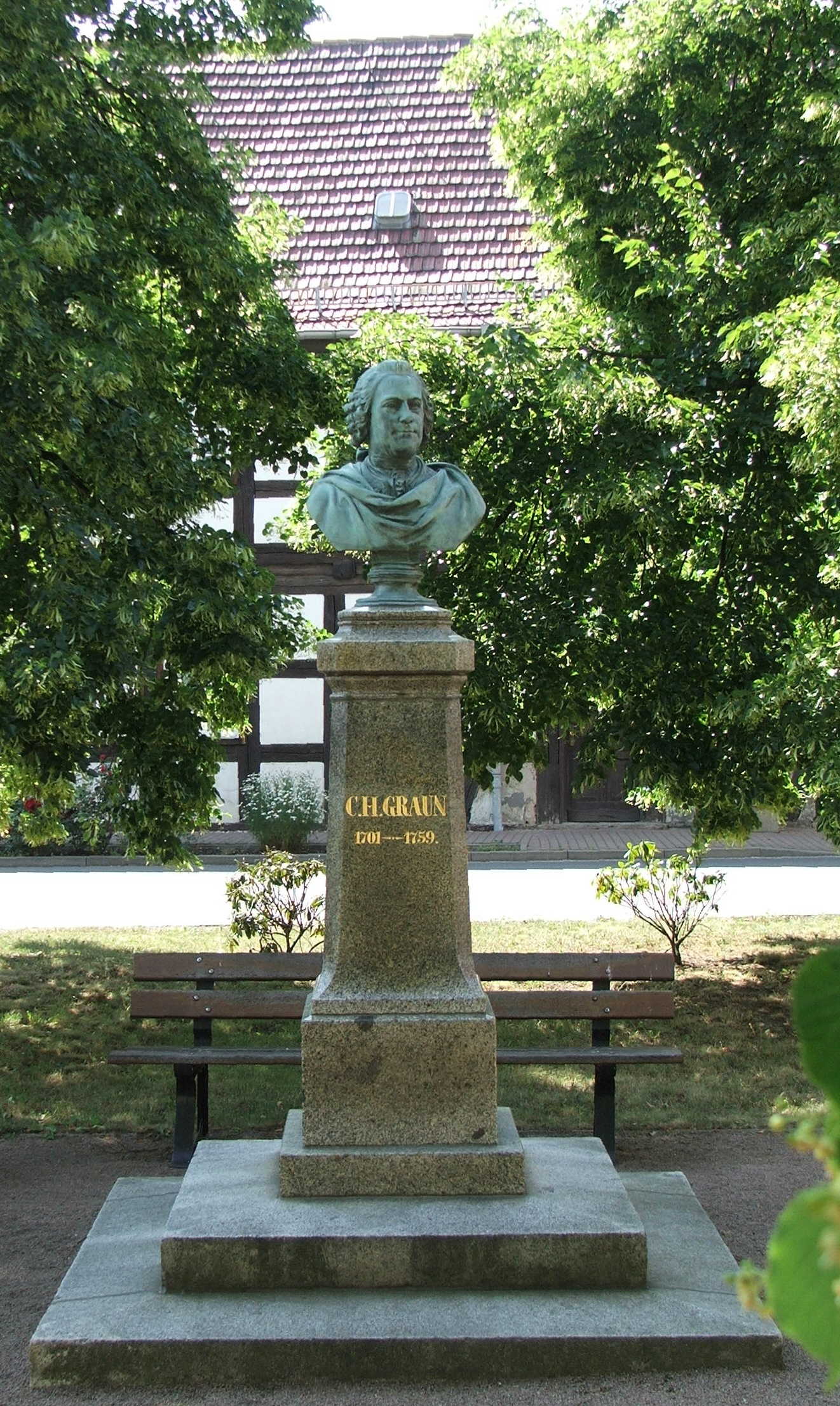
Das Carl Heinrich Graun-Denkmal in Wahrenbrück.

Die Stadt Wahrenbrück ist stark mit dem Leben und Schaffen der hier geborenen Gebrüder Graun verbunden. Die Wahrenbrücker Stadtpfarrkirche gilt als ihre Taufkirche. Bei den Gebrüdern handelt es sich um die drei Komponisten August Friedrich Graun (1698/99–1765), Johann Gottlieb Graun (1703–1771) und Carl Heinrich Graun (1704–1759). Der älteste der Brüder wirkte viele Jahre in Merseburg als Domkantor und war relativ unbekannt. Die beiden jüngeren Brüder waren dagegen zu ihrer Zeit recht erfolgreich. Sie gehören zu den Hauptvertretern der „Ersten Berliner Liederschule“ und wirkten als Konzert- beziehungsweise Hofkapellmeister in Berlin.
In Wahrenbrück erinnern unter anderem das Graun-Denkmal und der Verein Graun-Gesellschaft Wahrenbrück an die Gebrüder. Das Graundenkmal wurde einst gemeinsam mit Bürgern der wenige Kilometer entfernten Stadt Bad Liebenwerda errichtet. Hier ist im örtlichen Kreismuseum eine Dauerausstellung über Leben und Werk der Gebrüder Graun zu finden.